# 米倫巴赫河 (奧斯特巴赫河支流)
51°31′34.53″N 7°15′35.38″E / 51.5262583°N 7.2598278°E

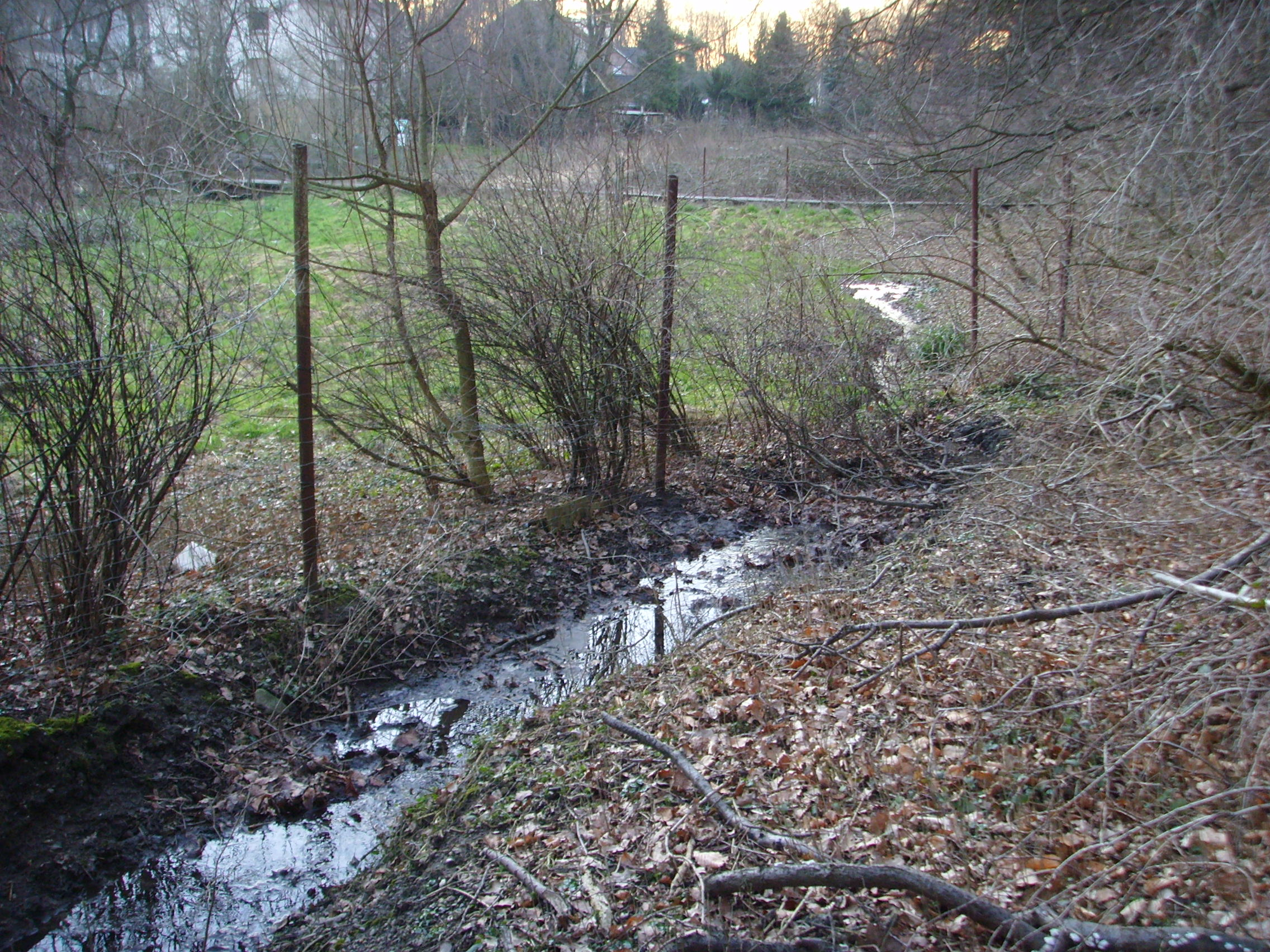
米倫巴赫河（奧斯特巴赫河支流）

米倫巴赫河（德語：Mühlenbach），是德國的河流，位於該國西部，處於北萊茵-威斯特法倫州，屬於奧斯特巴赫河的右支流，流經黑爾訥，河道全長0.8公里。